# Et exspecto resurrectionem mortuorum
Et exspecto resurrectionem mortuorum (Et j'attends la Resurrection des morts) est une œuvre pour orchestre d'Olivier Messiaen écrite en 1964 et créée l'année suivante. Elle est constituée de cinq pièces.

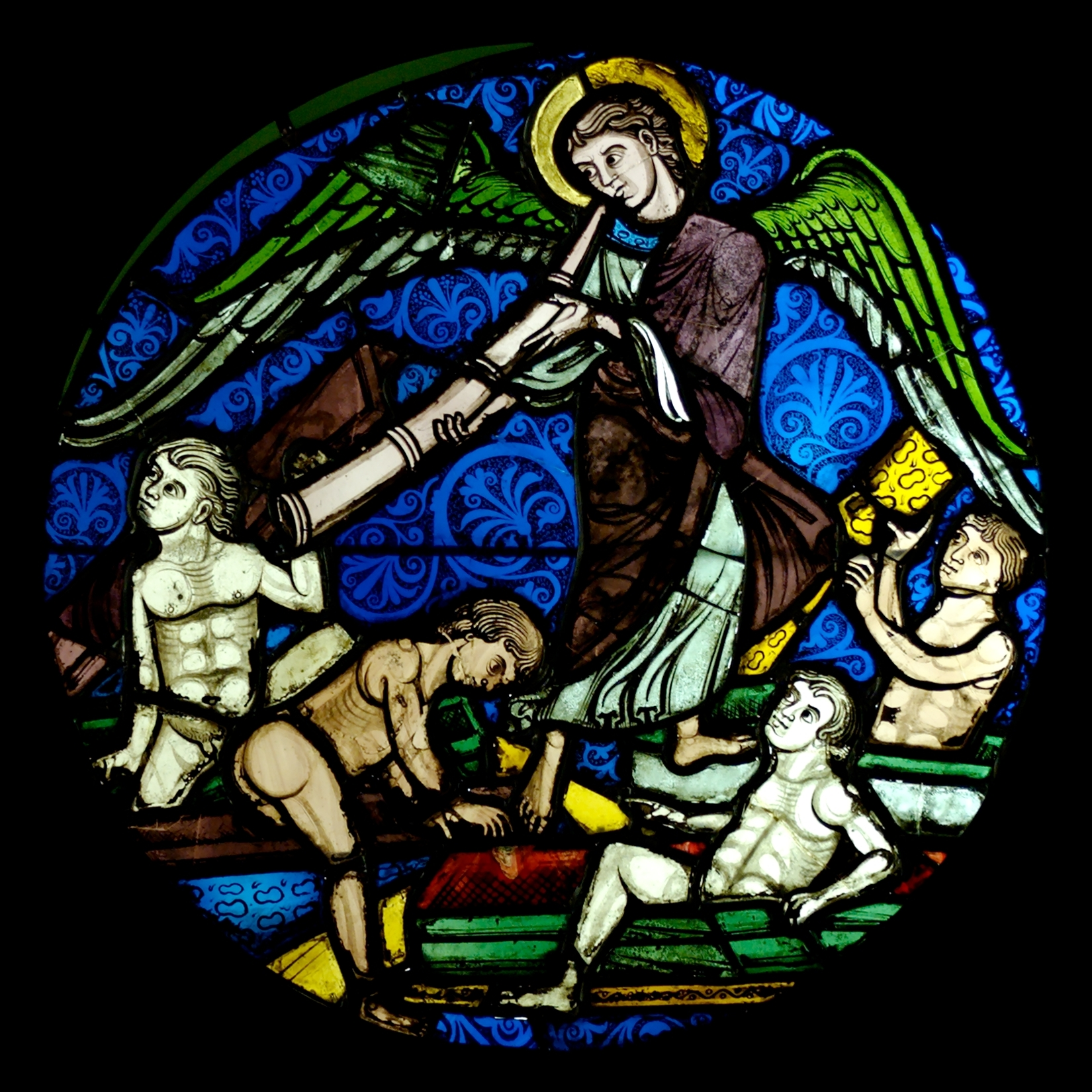
Résurrection des morts. Vitrail, région parisienne, vers 1200, en provenance de la Sainte-Chapelle

## Genèse de l'œuvre
Commandée par André Malraux pour célébrer les morts des deux guerres mondiales, elle fut écrite et orchestrée en 1964. Elle est destinée à être exécutée dans de vastes espaces, églises, cathédrales, en plein air et en haute montagne. Messiaen s'inspira des paysages qui l'entouraient lors de sa composition, les Hautes-Alpes avec leurs puissantes montagnes, mais aussi des images imposantes d'églises d'architecture romane et gothique et d'édifices anciens du Mexique ou de l'Ancienne Égypte. Les textes qu'il étudiait à l'époque étaient La Résurrection et le Monde des Ressuscités de Saint-Thomas d'Aquin.

## Effectif orchestral
L'orchestre est constitué de trois ensembles : bois, cuivres et percussions métalliques.

### Bois
- 2 petites flûtes, 3 flûtes, 3 hautbois, 1 cor anglais, 1 petite clarinette en mi bémol, 3 clarinettes en si bémol, 1 clarinette basse en si bémol, 3 bassons, 1 contrebasson.

### Cuivres
- 1 petite trompette en ré, 3 trompettes en ut, 6 cors en fa, 3 trombones, 1 trombone basse, 1 tuba en ut, 1 saxhorn basse en si bémol.

### Percussions métalliques
- 3 jeux de cencerros, 1 jeu de cloches-tubes, 6 gongs, 3 tam-tams.

## Analyse des cinq pièces

### «Des profondeurs de l'abîme, je crie vers toi, Seigneur: Seigneur, écoute ma voix!»
(Psaume 130, v.1 et 2)
Thème de la profondeur confié aux cuivres graves, harmonisation par les 6 cors en complexes colorés, cri de l'Abîme !

### «Le Christ, ressuscité des morts, ne meurt plus; la mort n'a plus sur lui d'empire.»
(saint Paul, Epître aux Romains, chap.6, v.9)
Messiaen précise que les silences dans cette pièce sont aussi importants que la musique. La trompette jaillit des complexes colorés des bois. Le cor anglais et la clarinette concluent la pièce.

### «L'heure vient où les morts entendront la voix du Fils de Dieu...»
(Evangile selon saint Jean, chap.5, v.25)
Cette voix évoquée dans le titre de la pièce est symbolisée à trois reprises : 1er symbole confié aux bois, chant mystérieux de l'Uirapuru, oiseau de l'Amazonie

### «Ils ressusciteront, glorieux, avec un nom nouveau - dans le concert joyeux des étoiles et les acclamations des fils du ciel.»
(saint Paul, 1er Epître aux Corinthiens, chap.15, v.43 - Apocalypse de Saint-Jean, chap.2,v.17 - Livre de Job, chap 38, v.7)
Reprise de l'ensemble des thèmes de l'œuvre, les tam-tams symbolisent le moment solennel de la résurrection et la mélodie lointaine des étoiles. Superposition de quatre complexes sonores qui s'unissent pour acclamer les ressuscités dans leur gloire.

### «Et j'entendis la voix d'une foule immense...»
(Apocalypse de saint Jean, chap.19, v.6)
« Le tutti de l'orchestre et les percussions des gongs sont chargés de cet effet choral qui reste énorme, unanime et simple. »

## Création
Et exspecto resurrectionem mortuorum a été créée en audition privée le 7 mai 1965 à la Sainte-Chapelle à Paris. La première audition publique eut lieu le 20 juin 1965 en la cathédrale Notre-Dame de Chartres, sous la direction de Serge Baudo.

## Durée
- 35 minutes

## Discographie
- Pierre Boulez – Yvonne Loriod, piano ; Groupe instrumental à percussion de Strasbourg, Orchestre du Domaine musical (janvier 1966, Erato 2292-45505-2) (OCLC 30935328)
- Pierre Boulez – Groupe instrumental à percussion de Strasbourg, Orchestre du Domaine musical (janvier 1966, Sony SMK 68 332) (OCLC 900637922)
- Pierre Boulez – Orchestre de Cleveland (mars 1993, DG) (OCLC 1055427609)
- Karl Anton Rickenbacher – Yvonne Loriod, piano ; Silke Uhlig, flûte ; Oliver Link, clarinette ; Michael sanderling, violoncelle ; Peter Sadlo, xylorimba ; Edgar Guggels, marimba ; Tobias Schweda, vibraphone ; Orchestre symphonique de la radio de Berlin (avril 1996, Koch Schwann) (OCLC 42617645)
- Sylvain Cambreling — Orchestre symphonique de la SWR de Baden-Baden et Freibourg (3 mai 2008, SWR/Hänssler Classic) (OCLC 1184314703)
- Jun Märkl — Orchestre national de Lyon (16 juin 2008, Naxos 8.572714) (OCLC 820646154)
- Chung Myung-whun – Orchestre philharmonique de Radio-France (2009, Decca concerts) (OCLC 1050869197)